# اگواس دالسیس
اگواس دالسیس (به لاتین: Aguas Dulces) یک منطقهٔ مسکونی در اروگوئه است که در Rocha Department واقع شده‌است.

## خصوصیات
اگواس دالسیس ۴۱۷ نفر جمعیت دارد.